# William Cameron Forbes
 (août 2009).
Si vous disposez d'ouvrages ou d'articles de référence ou si vous connaissez des sites web de qualité traitant du thème abordé ici, merci de compléter l'article en donnant les références utiles à sa vérifiabilité et en les liant à la section « Notes et références ».
Pour les articles homonymes, voir Cameron.
Cet article possède un paronyme, voir William Cameron.
William Cameron Forbes (21 mai 1870 - 24 décembre 1959) était un banquier d'affaires américain et un diplomate. 

## Biographie
Il était fils de William Hathaway Forbes, président de la Bell Telephone Company, et de Edith Emerson. Après avoir obtenu son diplôme de Harvard en 1892, il entama une carrière dans les affaires, devenant associé dans l'entreprise JM Forbes.
Forbes fut gouverneur général des Philippines de 1909 à 1913 pendant l'administration du président Taft. Auparavant, il fut commissaire de commerce et de police dans le gouvernement des Philippines de 1904 à 1908, et vice-gouverneur de 1908 à 1909. Une villa privée de Manille porte son nom : Forbes Park, à Makati (quartier financier de Manille).  Il est aussi de 1911 à 1913 président du Comité olympique des Philippines.
En 1921, le président Warren G. Harding lui confia la tête d'une commission d'enquête sur la situation dans les Philippines.
Forbes fut nommé par le président Herbert Hoover en 1930 à la tête d'une commission chargée d'enquêter sur les raisons des rébellions en Haïti et pour conseiller si les États-Unis devaient se retirer de ce pays. 
Puis, le président Hoover le nomma ambassadeur des États-Unis au Japon de 1930 à 1932.